# Space Dandy
Space Dandy (jap. スペース☆ダンディ, Supēsu Dandi) ist eine japanische Anime-Fernsehserie und Mangaserie. Die Comedy-Space Opera, die 2013 und 2014 produziert wurde, handelt von den Abenteuern dreier Raumfahrer auf der Suche nach neuen Spezies. Zum Franchise erschien auch ein Computerspiel.

## Handlung
Die Serie dreht sich um Dandy, einen Alienjäger im Weltraum, der die Rolle eines Dandy spielt und zusammen mit seinem ordnungsliebenden Roboter-Assistenten QT und seinem katzenähnlichen Alien-Freund Meow auf die Suche nach unerforschten Aliens macht. Dabei passieren ihnen immer komische Dinge an unterschiedlichen Orten im Universum und sie stürzen sich von einem Abenteuer in das Nächste. Dabei werden auch viele popkulturelle Referenzen zu Science Fiction, Musik, Anime und Netzkultur gezogen.

## Mangaserien
Die erste Mangaserie startete im Dezember 2013 im Magazin Young Gangan bei Square Enix. Die Serie, geschrieben von Masafumi Harada und zeichnerisch umgesetzt von Park Sung-woo und Red Ice, erschien auch in zwei Sammelbänden. Eine englische Ausgabe kam bei Yen Press heraus.
Ein zweiter Manga kam ebenfalls 2014 heraus und stammt allein von Hiroki Katsumata. Die Veröffentlichung unter dem Titel Ore Space Dandy (俺スペース☆ダンディ) erschien auf Englisch als I am Space Dandy.

## Anime-Fernsehserie
Die Animeserie wurde von Bones in Japan produziert. Regie führten Shingo Natsume und Shinichirō Watanabe. Dabei sind zwei Staffeln mit 26 Folgen entstanden. Das Charakterdesign entwarf Yoshiyuki Ito und die künstlerische Leitung lag bei Ryō Kōno und, für Folge 9, bei Kevin Aymeric.
Erstmals wurde die Serie von dem 4. Januar 2014 bis zu dem 28. September 2014 auf dem Fernsehsender Adult Swim für ihren Toonami-Programmblock in Nordamerika ausgestrahlt. Die japanische Premiere folgt einen Tag später auf Tokyo MX. Die Serie wurde in 8 Volumes auf DVD und Blu-ray Disc veröffentlicht und lässt sich auf Deutsch auch bei mehreren Video-on-Demand-Anbietern schauen. Die 1. Staffel erschien im August 2014 auch auf Deutsch vertont bei Kazé Deutschland. In Nordamerika wird der Anime von Funimation, in Australien von Madman Entertainment und im Vereinigten Königreich von Anime Limited vermarktet.

### Synchronisation
Die deutsche Synchronfassung entstand bei G&G Studios.
| Rolle           | Seiyū (Synchronsprecher) | deutscher Sprecher   |
| --------------- | ------------------------ | -------------------- |
| Dandy           | Junichi Suwabe           | Tobias Brecklinghaus |
| Meow            | Hiroyuki Yoshino         | Martin Bross         |
| QT              | Uki Satake               | Kirstin Hesse        |
| Commodore Perry | Banjō Ginga              | Thomas Balou Martin  |
| Scarlet         | Hōko Kuwashima           | Susanne Reuter       |
| Honey           | Yurin                    | Rieke Werner         |
| Erzähler        | Masaaki Yajima           | Andreas Meese        |

### Musik
Das Opening-Theme ist Viva Namida (ビバナミダ, Biba Namida) und wird von Yasuyuki Okamura gesungen. Das Ending-Theme ist X-Jigen e Yōkoso (X次元へようこそ) und wird von Etsuko Yakushimaru gesungen. Während der Folgen werden außerdem weitere Lieder eingespielt:
- Anatato von LUVRAW
- lick tonight von LUVRAW & BTB
- Shiritai (知りたい) von Izumi Macra x mabanua
- Stardust Pipeline (星屑のパイプライン) von Junk Fujiyama

### Episodenliste

#### Staffel 1
| Folge (gesamt) | Folge (Staffel) | deutscher Titel                    | Originaltitel                              | Erstausstrahlung |
| 1              | 01              | Lass dem Leben seinen Lauf         | Nagare nagasarete ikiru jan yo             | 04.01.2014       |
| 2              | 02              | Such die mysteriösen Weltall-Ramen | Maboroshi uchuu ra-men o sagashi jan yo    | 11.01.2014       |
| 3              | 03              | Verarschen und verarscht werden    | Damashi Damasareru Koto mo Aru jan yo      | 18.01.2014       |
| 4              | 04              | Tot und dennoch untot              | Shindemo shi ni kirenai toki mo aru jan yo | 25.01.2014       |
| 5              | 05              | Gefährte auf der Reise durchs All  | Tabi wa michidzure uchuu wa nasake jan yo  | 01.02.2014       |
| 6              | 06              | Kampf der Unterhosen und Westen    | Pantsu to chokki no sensou jan yo          | 08.02.2014       |
| 7              | 07              | Gefährliches Weltall-Rennen        | Uchuu wa denjarasu jan yo                  | 15.02.2014       |
| 8              | 08              | Einsamer Hunde-Planet              | Hitoribocchi no wanko boshi jan yo         | 22.02.2014       |
| 9              | 09              | Auch Pflanzen sind Lebewesen       | Shokubutsu datte ikiteru jan yo            | 01.03.2014       |
| 10             | 10              | Morgen ist ein neuer Tag           | Ashita wa kitto tumoro- jan yo             | 08.03.2014       |
| 11             | 11              | Dich vergesse ich niemals nicht    | Omae o neba- omoidasenai jan yo            | 15.03.2014       |
| 12             | 12              | Unbekannter Chamäleonier           | Daremo shiranai kamereon seijin jan yo     | 22.03.2014       |
| 13             | 13              | Auch Staubsauger haben Gefühle     | Soujiki datte koisuru jan yo               | 26.03.2014       |

#### Staffel 2
| Folge (gesamt) | Folge (Staffel) | Originaltitel                            | Erstausstrahlung |
| 14             | 01              | Onri Wan ni Narenai Jan yo               | 05.07.2014       |
| 15             | 02              | Yami ni wa Yami no Onshoku ga Aru Jan yo | 12.07.2014       |
| 16             | 03              | Isogabamawaru no ga Ore Jan yo           | 19.07.2014       |
| 17             | 04              | Tenkoosei wa Dandi Jan yo                | 26.07.2014       |
| 18             | 05              | Biggu Fisshu wa Dekkai Jan yo            | 02.08.2014       |
| 19             | 06              | Uchuu Shinshi wa Jentoruman Jan yo       | 09.08.2014       |
| 20             | 07              | Rokkunrooru ? Dandi Jan yo               | 16.08.2014       |
| 21             | 08              | Kanashimi no Nai Sekai Jan yo            | 23.08.2014       |
| 22             | 09              | Onaji Baka nara Odoranya Son Jan yo      | 30.08.2014       |
| 23             | 10              | Koibito-tachi wa Torendi Jan yo          | 06.09.2014       |
| 24             | 11              | Jigen no Chigaugatari Jan yo             | 13.09.2014       |
| 25             | 12              | Sabakareru no wa Dandi Jan yo            | 20.09.2014       |
| 26             | 13              | Nebaendingu Dandi Jan yo                 | 24.09.2014       |

## Computerspiel
Das Computerspiel Space Galga basiert auf Space Dandy und nutzt dabei das Gameplay des Arcade-Spiel Galaga. Es wurde von Bandai Namco Games entwickelt und am 24. Januar 2014 für Android und am 6. Februar 2014 für IOS veröffentlicht.

## Rezeption
Die Serie wurde bei TV Club positiv aufgenommen und aufgrund der surrealen Geschichten und des Humors gelobt. Außerdem wurden die vielen Parodien zu Science-Fiction und Superhelden, durch die Verkörperung des Space Dandys positiv hervorgehoben. Die Animania lobt die wechselhafte Inszenierung der „abgefahrenen Abenteuer“, zwischen schillernden Neon-Farben und düsterem Noir-Ton, die vor allem etwas für Fans von Shinichirō Watanabe und verrückter Weltraum-Science-Fiction sei. Auch die deutsche Fassung sei in Synchronisation und technischer Umsetzung gelungen.